# 9A52-4 Tornado

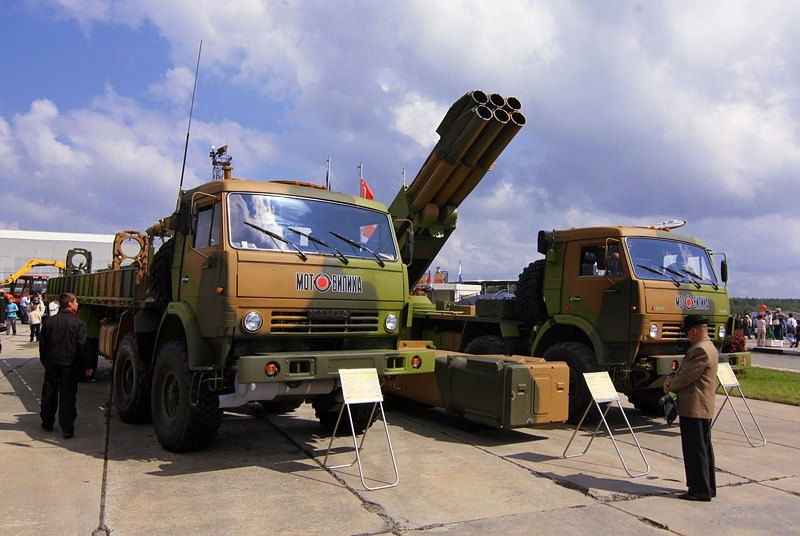
Lanzador de cohetes 9A52-4 Tornado.

El 9A52-4 Tornado  es el lanzador de cohetes múltiple universal más nuevo de Rusia hasta la salida en 2020 del Tornado-S. Fue diseñado como una versión ligera y universal del BM-30 Smerch, denominado 9A52-2.

## Historia operacional
Fue presentado por primera vez en 2007 como un lanzador más móvil estratégica y tácticamente, aunque a expensas de una ligera reducción en la potencia de fuego. Este modelo está destinado a reemplazar la generación anterior de lanzadores de cohetes múltiples rusos, incluidos BM-21 Grad, BM-27 Uragan y BM-30 Smerch.

## Usuarios
- Rusia - Fuerzas Terrestres de Rusia[4]

Se aprobará una versión para la exportación.